# Seconda Repubblica (Brasile)
La Seconda Repubblica è il periodo della storia brasiliana che va dal 1930, data del colpo di Stato militare definito come rivoluzione brasiliana del 1930, al 1937, quando Getúlio Vargas si proclamò dittatore con la conseguente nascita dell'Estado Novo.